# Polițist de grădiniță
Polițist de grădiniță (în engleză Kindergarten Cop) este un film american de comedie din 1990, regizat de Ivan Reitman și avându-l în rolul principal pe Arnold Schwarzenegger care îl interpretează pe John Kimble, un polițist dur care trebuie să lucreze sub acoperire ca educator la o grădiniță pentru a-l prinde pe traficantul de droguri Cullen Crisp (Richard Tyson), înainte ca acesta să ajungă la fosta sa soție și la fiul său. Pamela Reed o interpretează pe partenera sa Phoebe O'Hara, iar Penelope Ann Miller pe Joyce, profesoara de care se îndrăgostește Kimble. Muzica originală a filmului a fost compusă de Randy Edelman. Schwarzenegger a primit un salariu de 12 milioane $ pentru a juca în acest film .

## Rezumat
După mai mulți ani de urmărire a traficantului de droguri Cullen Crisp (Richard Tyson), detectivul de la Poliția din Los Angeles, John Kimble (interpretat de Arnold Schwarzenegger) îl acuză de crimă, după ce Crisp a împușcat mortal un informator care i-a dat informații cu privire la locul unde se află fosta sa soție, Rachel Myatt Crisp, și fiul său Cullen Jr. Cu toate acestea, singurul martor, o fată dependentă de droguri pe nume Cindy, prietenă a informatorului, care era ascunsă la momentul crimei, este considerată prea nesigură pentru a se putea folosi de ea în procesul împotriva lui Crisp, astfel încât Rachel Myatt trebuie să fie găsită și convinsă să depună mărturie.
Kimble, însoțit de detectivul Phoebe O'Hara (Pamela Reed), o fostă profesoară, merge sub acoperire în Astoria, Oregon, pentru a o găsi pe Rachel, fosta soție a lui Crisp. Se crede că Rachel a furat milioane de dolari de la Crisp înainte de a fugi. Detectivii plănuiesc să încheie un acord prin care ea să depună mărturie împotriva lui Cullen, în schimbul imunității. O'Hara trebuie să se angajeze ca profesor suplinitor la grădinița unde învață fiul lui Crisp de la Școala Elementară Astoria, în timp ce Kimble trebuie să descopere identitatea mamei.
Din păcate, O'Hara, care este hipoglicemică, se îmbolnăvește de o intoxicație alimentară în ultimul moment, astfel încât Kimble trebuia să-i ia locul ca educator. Directoarea școlii, Miss Schlowski (Linda Hunt), este suspicioasă, dar Kimble se adaptează treptat la noul său statut, chiar dacă el nu are nici o experiență de predare. Folosind un dihor ca mascotă a clasei și antrenamentul de la poliție ca un model pentru structura orelor, el devine o figură mult admirată și iubită de copii. La rândul său, Kimble începe să-și iubească slujba sub acoperire și tinerii săi elevi, până la punctul în care îl bate pe tatăl abuziv al unui copil. El vorbește pentru prima dată cu mama lașă a acestuia și îi spune să-l avertizeze pe soțul ei că va depune plângere în cazul în care își mai abuzează copilul și atunci când tatăl său nu ține cont de avertisment, Kimble îl bate, câștigând-o în cele din urmă pe domnișoara Schlowski de partea lui.
Unul dintre elevii lui Kimble este un băiat pe nume Dominic. Kimble devine atașat de mama lui Dominic, Joyce Palmieri (Penelope Ann Miller), care lucrează, de asemenea, la școală. Joyce, la fel ca multe alte mame ale elevilor, este divorțată și nu mai păstrează legătura cu fostul ei soț. Acest lucru îi ridică suspiciuni lui Kimble. După o serie de convorbiri cu Joyce, Kimble deduce treptat că ea trebuie să fie Rachel Crisp, iar Dominic este fiul lui Crisp. O'Hara se prezintă ca sora lui Kimble și este de acord cu deducția sa. Joyce mărturisește faptul că ea niciodată nu a furat bani de la Crisp: aceasta era o minciună pentru a incita lumea să o găsească.
Între timp, Cindy moare în California după consumul de cocaină furnizată de mama lui Crisp, Eleanor Crisp (Carroll Baker). Cazul este respins, deoarece procurorii nu dispun de alte probe. Crisp este eliberat din închisoare și pleacă imediat în Astoria, unde el și mama lui încep să-l caute pe copil bazându-se pe informațiile oferite de informator. Ei o identifică pe fosta soție a lui Crisp, iar Cullen provoacă un incendiu în școală, pentru a profita de haos și a-și răpi fiul, dar este văzut. Crisp îl ia ca ostatic pe fiul său atunci când este găsit de Kimble, dar este mușcat de dihor (pe care Dominic îl salvase atunci când auzise alarma de incendiu) și Dominic devine liber. Crisp îl împușcă pe Kimble în genunchi, iar Kimble îl ucide înainte ca Dominic să fie rănit. Constatând că O'Hara încearcă să-l ajute pe Kimble în arestarea fiului ei, Eleanor o lovește cu mașina pe O'Hara. Ea intră în școală și îl împușcă pe Kimble în umăr, dar apoi își descoperă fiul mort. Înainte de a putea trage în Kimble din nou și a-l omorî, O'Hara vine și o lovește cu o bâtă de baseball.
Mama lui Crisp este arestată, în timp ce inconștientul Kimble (spre tristețea copiilor) este internat în spital. În timpul convalescenței lui Kimble, O'Hara și prietenul ei bucătar își anunță logodna, invitându-l la nunta. După ce Kimble își revine, el se retrage din poliție și se întoarce să predea la școală. Copiii sunt foarte fericiți să-l vadă, iar Joyce intră în sala de clasă și-l sărută în fața tuturor copiilor.

## Distribuție
- Arnold Schwarzenegger - detectivul John Kimble: un polițist dur originar din Austria care este silit să accepte misiunea de a lucra sub acoperire ca educator la o grădiniță. Principalul protagonist.
- Penelope Ann Miller - Joyce Palmieri / Rachel Myatt Crisp: o profesoară de care se îndrăgostește Kimble, care este în realitate fosta soție a lui Crisp.
- Pamela Reed - detectivul Phoebe O'Hara: partenera lui Kimble care suferă o intoxicație alimentară, determinându-l pe acesta să preia sarcina ei. Ea se prezintă ca fiind sora lui Kimble, "Ursula Kimble". Actrița Reed a mai jucat alături de Schwarzenegger în Gravidul (1994)
- Linda Hunt - domnișoara Schlowski: directoarea școlii. Deși suspicioasă inițial pe Kimble, ea începe în cele din urmă să-l respecte atunci când el îl lovește pe tatăl abuziv al lui Zach.
- Richard Tyson - Cullen Crisp, Sr.: un traficant de droguri vicios, care se află în căutarea lui Joyce și, mai ales, a lui Dominic, respectiv fosta lui soție și fiul său. Principalul antagonist.
- Carroll Baker - Eleanor Crisp: mama aroganta a lui Crisp. Antagonist secundar.
- Christian și Joseph Cousins - Dominic Palmieri / Cullen Crisp, Jr.: fiul lui Joyce și a lui Crisp, care devine apropiat de Kimble.
- Justin Page - Zach Sullivan: un elev timid din clasă și primul pe care-l suspectează Kimble ca fiind fiul lui Crisp, deși el află mai târziu că mama lui este încă căsătorită cu tatăl său și îl abuzează. Ca polițist care urăște nedreptatea, Kimble îl bate mai târziu pe tatăl lui Zach și o dojenește pe mama lui pentru lașitatea ei în a-l proteja pe Zach.
- Cathy Moriarty - Jillian
- Ben Diskin - Sylvester, tatăl lui Jillian
- Miko Hughes - copilul unui ginecolog
- Sarah Rose Karr - Emma, una dintre elevele lui Kimble
- Richard Portnow - căpitanul Salazar, șeful lui Kimble și O'Hara
- Tom Kurlander - Danny: un infractor care-i dă lui Crisp informații despre familia sa, dar este împușcat mai târziu pentru a păstra tăcerea.
- Alix Koromzay - Cindy: ea este martoră la uciderea lui Danny și devine martor în proces, dar este ucisă de Eleanor.
- Bob Nelson - Henry Shoop, logodnicul lui O'Hara
- Tom Dugan - avocatul lui Crisp
- Emily Eby - Julie
- Odette Yustman - Rosa
- Angela Bassett - stewardesa
- Jason Reitman - băiatul care săruta o fată

Bill Murray, Patrick Swayze și Danny DeVito au fost abordați pentru a juca rolul lui John Kimble.

## Recepție
Filmul a primit recenzii mixte din partea criticilor. Criticul Caryn James de la The New York Times a afirmat: "Ca și Gemenii, care a fost și el regizat de Ivan Reitman, nimic din Polițist de grădiniță nu este la fel de amuzant ca ideea în sine." El are un rating de 52% "Rotten" din partea comentatorilor de pe situl Rotten Tomatoes. De asemenea, are un rating de 61/100 pe Metacritic. Roger Ebert a spus că "Polițist de grădiniță este alcătuit din două părți, care nu ar trebui să se potrivească, dar se potrivesc cumva, făcând un divertisment din improbabil, mposibil și Arnold Schwarzenegger" și a acordat filmului trei stele. În 2012, ca o glumă de Ziua Păcălelilor, s-a anunțat că Polițist de grădiniță a fost selectat pentru o lansare pe DVD și Blu-ray ca parte a Colecției Criterion, o companie de distribuție de materiale video dedicate "filmelor clasice și contemporane importante". 

### Box office
În ciuda recenziilor mixte, filmul a avut un mare succes la public, aducând încasări de peste 200 milioane de dolari în întreaga lume.

## Coloană sonoră
Listă de melodii
1. Astoria School Theme [1:06]
2. Children's Montage [3:21]
3. Love Theme (Joyce) [2:30]
4. Stalking Crisp [3:40]
5. Dominic's Theme/A Rough Day [1:54]
6. The Line Up/Fireside Chat [2:57]
7. Rain Ride [1:55]
8. The Kindergarten Cop [1:27]
9. Poor Cindy/Gettysburg Address [2:06]
10. A Dinner Invitation [0:47]
11. Love Theme Reprise [1:25]
12. A Magic Place [2:54]
13. Kimball Reveals the Truth [1:45]
14. The Tower/Everything Is OK [2:29]
15. Fire at the School [5:38]
16. Closing [2:14]